# Sex Pistols
Sex Pistols is een Engelse punkgroep die grote bekendheid verwierf tussen 1975 en 1978.
De groep, aanvankelijk bestaande uit Steve Jones (gitaar), Glen Matlock (basgitaar), Paul Cook (drums) en zanger John Lydon (alias Johnny Rotten), oogstte veel succes mede dankzij promotie in de media, die door manager Malcolm McLaren handig werd gevoed.

## Geschiedenis

### Ontstaan
Het begon in 1972 toen Paul Cook, Steve Jones en Wally Nightingale besloten een muziekgroep op te richten. Voor instrumenten hadden ze geen geld, dus stalen ze die maar. Cook werd de drummer, terwijl Nightingale gitaar speelde en Jones voor de zang instond.
De groep ging 'The Strand' heten, naar het nummer "Do the Strand" van de band Roxy Music.
De drie jongens waren meestal te vinden op Kings Road in Chelsea (Londen), waar ze vaak hun tijd doorbrachten in de winkel van Malcolm McLaren, genaamd 'Let It Rock'.
Omdat Malcolm McLaren veel connecties had in de muziekwereld – hij was al eens manager geweest van de New York Dolls – vroegen ze hem of hij hun manager wilde worden om concerten te regelen en een repetitieruimte te zoeken. Maar McLaren weigerde.
In 1974 kwam Del Noon zich bij de groep aansluiten als bassist. De groep kreeg ook een andere naam en ging 'The Swankers' heten. Del Noon verliet de groep al zeer snel door zijn beperkte aanwezigheid en na een ruzie tussen Jones en Nightingale over de soort muziek die ze zouden spelen verliet ook Nightingale de groep.
Begin 1975 kwam Glen Matlock erbij als bassist. In augustus 1975 stuitte Jones op John Lydon in de inmiddels door McLaren op Kings Road geopende boetiek 'SEX'. Jones vond het uiterlijk van Lydon (groen haar en een 'I Hate Pink Floyd'-T-shirt) zo interessant dat hij hem als zanger vroeg, hoewel Lydon op dat moment nog nooit gezongen had.
Malcolm McLaren werd uiteindelijk de manager en nadat ze de naam 'Sex Pistols' hadden gekozen waren de Pistols geboren.
Bij Sex Pistols denkt men meestal aan het mannelijke voortplantingsorgaan maar McLaren beweerde dat men er 'sexy young assassins' (sexy jonge moordenaars) mee bedoelden.

### Begin
De eerste keer dat de Sex Pistols onder deze naam optraden was op 6 november 1975 in het Saint Martins College in Londen. Glen Matlock had dit kunnen regelen omdat hij op deze school had gezeten. Een tijdje later volgde er nog een punkfestival in Parijs. Dit was nog voordat ze in 1976 aan een tournee door Groot-Brittannië begonnen, waarbij ze onder meer optraden in de gevangenis van Chelmsford.
Op 8 oktober 1976 kregen ze hun eerste contract voorgelegd door muziekmaatschappij EMI. Met hun beroemde single "Anarchy in the U.K." kenden ze hun eerste succes.
Op 1 december werden de Sex Pistols echt bekend bij het grote publiek toen ze uitgenodigd werden in de 'Today'-show en geïnterviewd door Bill Grundy. De Sex Pistols zouden die avond heel wat schuttingtaal gebruiken, wat erg ongebruikelijk was in Engeland. De volgende dag waren ze voorpaginanieuws in de Daily Mirror. Veel preutse Britten waren geschokt. Dit zou veel nadelen opleveren voor de single die ze net hadden uitgebracht en voor de daaraan gekoppelde 'Anarchy Tour'. Het maakte hen wel razend populair bij de jongeren, terwijl de gegoede klasse al vanaf het begin een groeiende afkeer kreeg. De jeugd begon zich af te zetten tegen de maatschappij en the Sex Pistols kregen steun van deze 'punks'. Van de 'Anarchy Tour' in december 1976 werden veel concerten verboden wegens de provocerende teksten en het gedrag van de Sex Pistols.
EMI besloot dat ze beter even niet meer in Engeland konden optreden en daarom regelden ze enkele concerten in Nederland (Paradiso, Amsterdam, Effenaar, Eindhoven, Eksit, Rotterdam en Mafcentrum, Maasbree). Ook in Nederland kwamen de Sex Pistols negatief in het nieuws. EMI verbrak het contract met de Sex Pistols mede omdat EMI negatieve kritiek kreeg. Enkele maanden later zouden de Sex Pistols met een gelijknamig nummer EMI aan de schandpaal nagelen.
Toen Glen Matlock in februari 1977 de Sex Pistols verliet, kwam Sid Vicious zijn plaats innemen. Dit zou serieuze gevolgen hebben voor de Sex Pistols. In werkelijkheid is er van Vicious bijna geen noot op geluidsdrager vastgelegd. Zijn prestaties op bas waren live zo slecht, dat zijn versterker meestal werd uitgezet. De studio-opnames van de baspartij werden door Matlock of later door Jones ingespeeld. Het gedrag van Vicious was echter zo fenomenaal punk dat hij als nonmuzikant tijdelijk kon overleven. Sid Vicious was waarschijnlijk (samen met Johnny Rotten) het beroemdste lid van de band, dit kwam ook mede door zijn dood. Sid werd na zijn dood alleen nog maar beroemder dan hij al was.

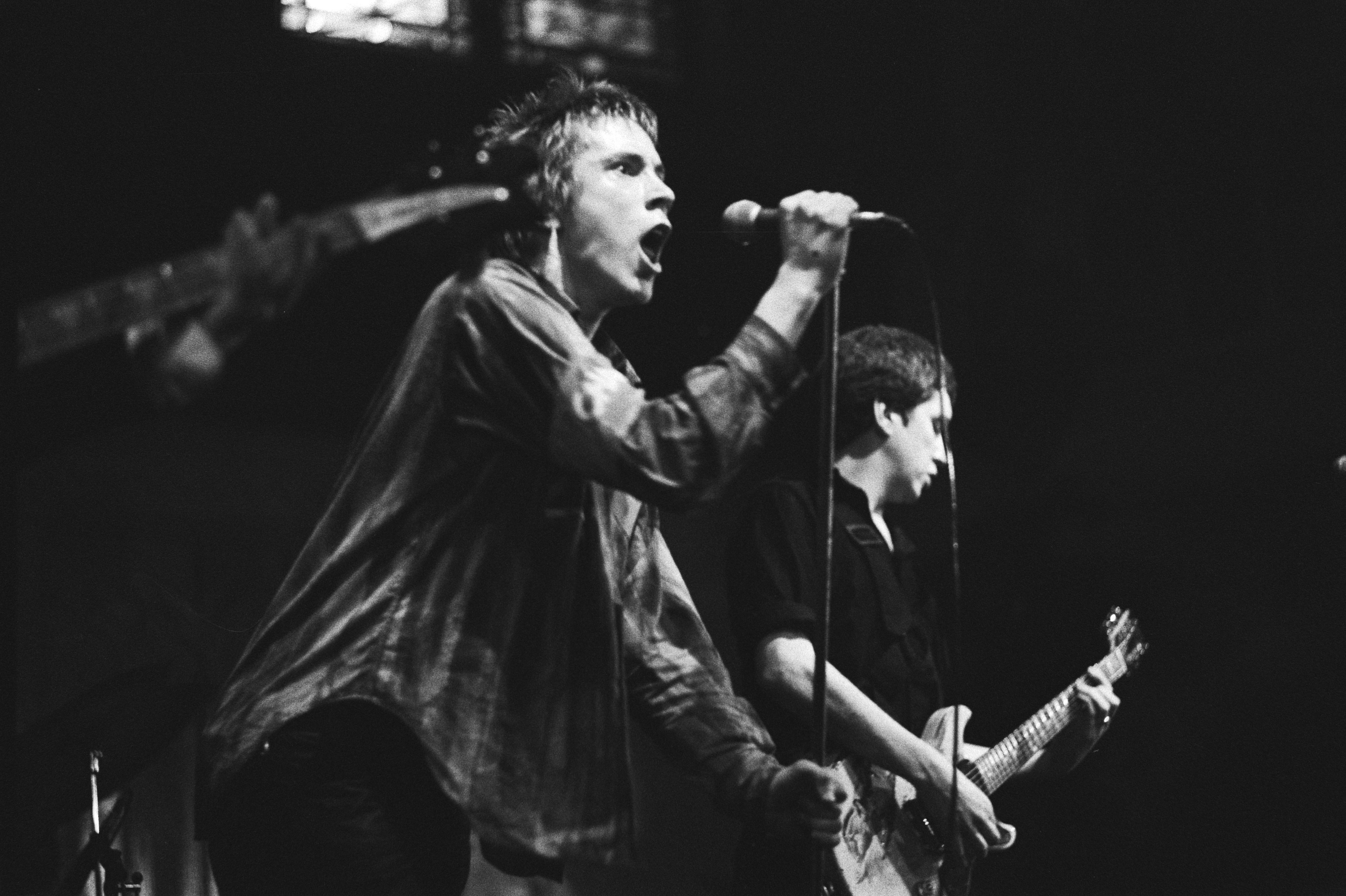
Johnny Rotten (Paradiso, 1977)
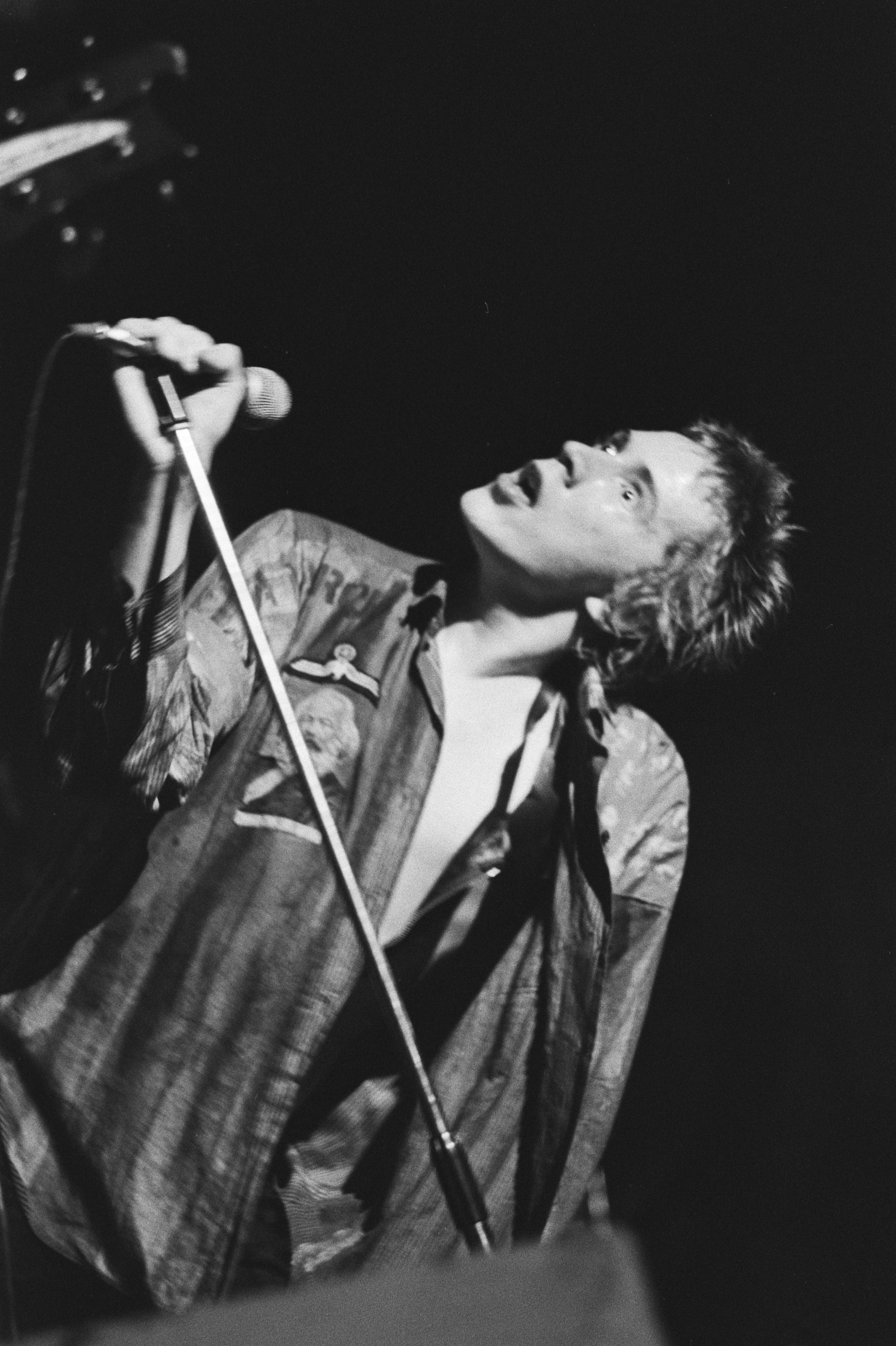
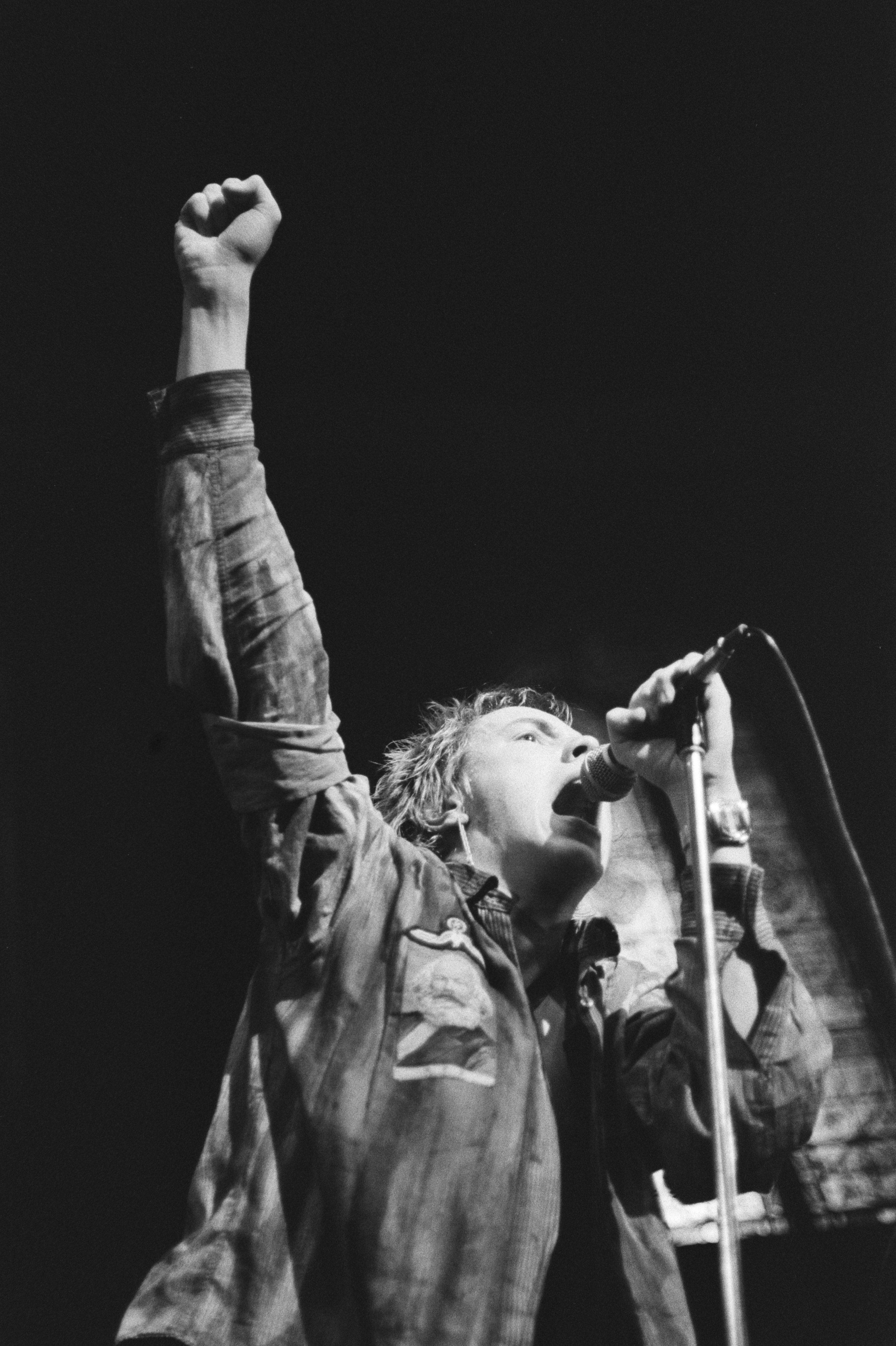
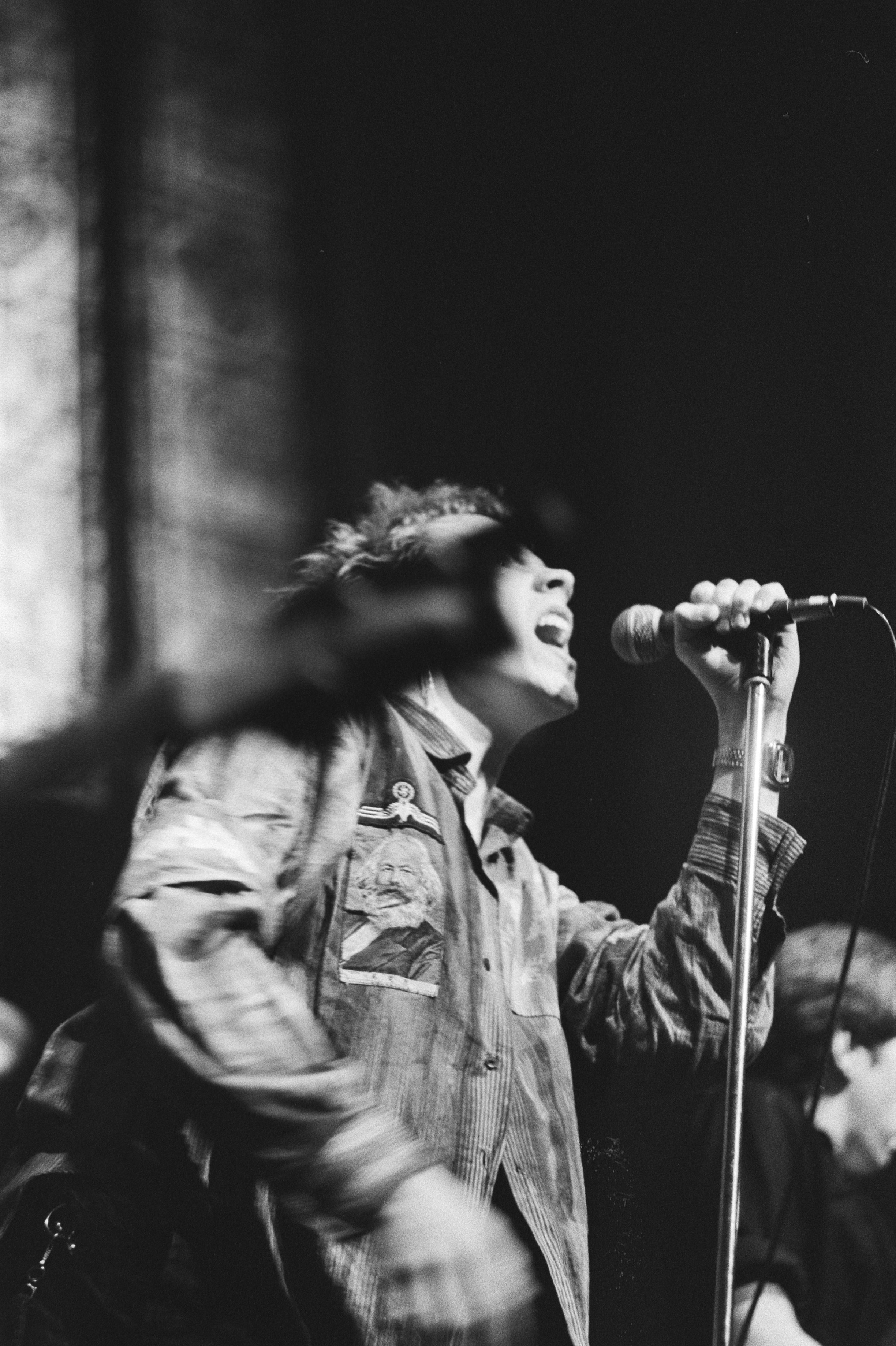

### Hoogtepunt
Het hoogtepunt van de rage viel samen met de viering van het vijfentwintigjarig regeringsjubileum van koningin Elizabeth II in juni 1977. Ondanks een boycot van de BBC was "God Save the Queen" van de Sex Pistols die week een van de best verkochte singles. Op het gedrukte exemplaar van de Engelse hitparade mocht dit kennelijk niet worden vermeld: de nummer twee-positie was die week blanco. Het gebeuren werd vervolledigd met een illegaal verrassingsconcert van de Sex Pistols op een rondvaartboot die over de Theems voer. Het concert eindigde in ware punk-stijl: met de arrestatie van alle bandleden.
In oktober 1977 verscheen de eerste LP Never Mind the Bollocks, Here's the Sex Pistols. Het laatste Engelse optreden vond in december van datzelfde jaar plaats. Tijdens de Amerikaanse tournee die hierop volgde, kwam Johnny Rotten tot de ontdekking dat hij inmiddels volop meedraaide in de amusementsindustrie die hij zo verafschuwde. Hij besloot uit de band te stappen.
De band was onthoofd en bleef achter met een gimmick waar het nieuwtje vanaf was. Door een plaatje te maken met de gevluchte treinrover Ronnie Biggs, en "My Way" van Frank Sinatra te coveren (met Sid Vicious als solozanger), slaagde de band erin om in het nieuws te blijven. Er kwam, vlak voor het definitieve einde van de groep, ook nog een film uit, met de toepasselijke titel The Great Rock 'n' Roll Swindle.
Met de dood van Sid Vicious op 2 februari 1979 kwam er de facto een einde aan de Sex Pistols.

### Latere jaren
In 1980 werd er een reportage gemaakt over de Sex Pistols met interviews, repetitiebeelden, optredens en nooit eerder vertoonde beelden.
Begin jaren tachtig brachten Phil Lynott, Brian Downey en Scott Gorham van Thin Lizzy samen met Paul Cook en Steve Jones onder de naam 'The Greedies' een kerstsingle uit: hun versie van "We Wish You a Merry Christmas".
In 1996 volgde een Sex Pistols-reünie in de originele bezetting. Ter gelegenheid hiervan werd er een live-album uitgebracht genaamd Filthy Lucre Live. Dat jaar speelden ze ook op Axion Beach Rock waar een incident was met Johnny Rotten die een veiligheidsmedewerker neerklopte met zijn microfoon.
In 2002 werd, ter gelegenheid van het vijftigjarig regeringsjubileum van Elizabeth II, God Save the Queen opnieuw uitgebracht.
In 2006 werden de Sex Pistols genomineerd voor de Rock and Roll Hall of Fame. Zij weigerden deze nominatie, maar zijn desondanks toch opgenomen.
In 2007 kwam de groep weer bij elkaar voor een nieuwe reünietournee. Ze speelden in 2008 op Lowlands en op de Lokerse Feesten.
In 2024 kwamen Matlock, Cook en Jones weer samen voor een benefit optreden in Bush Hall, om de legendarische concertzaal te behouden. Ditmaal met zanger Frank Carter als vervanger voor John Lydon.

## Leden

### Huidige leden
- Steve Jones - gitaar, achtergrondzang (1975-1978, 1996, 2002-2003, 2007-2008, 2024-heden)
- Paul Cook - drums (1975-1978, 1996, 2002-2003, 2007-2008, 2024-heden)
- Glen Matlock - basgitaar, achtergrondzang (1975-1977, 1996, 2002-2003, 2007-2008, 2024-heden)
- Frank Carter - zang (2024-heden)

### Voormalige leden
- Johnny Rotten - zang (1975-1978, 1996, 2002-2003, 2007-2008)
- Sid Vicious - basgitaar, achtergrondzang (1977-1978; overleden in 1979)

## Optredens in Nederland
- 5.1.1977 Lantaren Venster, Rotterdam
- 6.1.1977 Paradiso, Amsterdam
- 7.1.1977 Paradiso, Amsterdam
- 5.12.1977 Eksit, Rotterdam
- 6.12.1977 Maastricht
- 7.12.1977 Posjet, Tilburg
- 8.12.1977 Stokuishal, Arnhem
- 9.12.1977  Effenaar, Eindhoven,
- 10.12.1977 Huize Maas, Groningen
- 11.12.1977 Mafcentrum, Maasbree
- 12.12.1977 Donkiesjot, Sittard
- 14.12.1977 Eksit, Rotterdam
- 16.08.2008 Lowlands, Biddinghuizen
- 26.06.2025 Jera On Air, Ysselsteyn

## NPO Radio 2 Top 2000
| Nummers met noteringen in de NPO Radio 2 Top 2000 | '16  | '17  | '18  | '19  | '20  | '21  | '22  | '23  |
| ------------------------------------------------- | ---- | ---- | ---- | ---- | ---- | ---- | ---- | ---- |
| Anarchy in the U.K.                               | 1305 | 1375 | 1743 | 1887 | 1795 | 1997 | -    | -    |
| God Save the Queen                                | 1530 | 1518 | 1381 | 1537 | 1488 | 1639 | 1625 | 1811 |

1. ↑  Een '-' betekent dat het nummer niet was genoteerd en een vetgedrukt getal geeft de hoogste notering van een nummer aan.
2. ↑  2016 was het eerste jaar met een notering voor Sex Pistols.
3. ↑  Deze tabel is bijgewerkt tot en met de meest recente editie (2024).